# Psilogobius mainlandi
Psilogobius mainlandi és una espècie de peix de la família dels gòbids i de l'ordre dels perciformes.

## Morfologia
- Els mascles poden assolir 3,7 cm de longitud total.[4][5]

## Hàbitat
És un peix marí, de clima tropical i demersal que viu entre 1-15 m de fondària.

## Distribució geogràfica
Es troba a les Hawaii.

## Costums
És bentònic.

## Observacions
És inofensiu per als humans.